# Aune Lindström
Aune Irmelin Lisbeth Lindström, född 29 januari 1901 i Helsingfors, död där 25 mars 1984, var en finländsk konsthistoriker.
Lindström blev filosofie doktor 1932. Hon var 1928–1953 amanuens vid Konstsamlingarna i Ateneum och intendent där 1953–1969 samt docent i konsthistoria vid Helsingfors universitet 1948–1971. Hon skrev monografier om konstnärsbröderna von Wright (1932), Fanny Churberg (1938), Aukusti Uotila (1948) och Pekka Halonen (1957), Ateneums historia (1963), samt ett arbete om holländsk konst (1951). Hon översatte även engelsk skönlitteratur till finska.
Lindström erhöll professors titel 1961.